# 中心矽藻目
中心硅藻目（學名：Coscinodiscophyceae），是矽藻綱兩個目中的其中一個，另一為羽紋矽藻目。由切頂線或面去觀察，其壳面花纹呈辐射状排列，具有点纹、孔纹、肋纹等；无壳缝和假壳缝，不能运动。該類為单细胞或由壳面连成链状，壳面有圆形、卵圆形、多角形等；色素体盘状、多个。此目大多海水产，少数为淡水产。

## 下属分类
- 盒形藻亚纲 Biddulphiophycidae
- 角毛藻亚纲 Chaetocerotophycidae
- 环毛藻亚纲 Corethrophycidae
- 圆筛藻亚纲 Coscinodiscophycidae
- 波形藻亚纲 Cymatosirophycidae
- 石丝藻亚纲 Lithodesmiophycidae
- 根管藻亚纲 Rhizosoleniophycidae
- 海链藻亚纲 Thalassiosirophycidae